# Няма да съм друга
„Няма да съм друга“ е песен на българските попфолк певици Преслава и Анелия, чиято видеопремиера е на 7 август 2013 г. Авторското парче е дело на композитора Николай Пашев и текстописката Лора Димитрова. Режисьор на видеоклипа е Людмил Иларионов – Люси. Сингъла застава на първо място в класацията „50-те най...“ на уеб-сайта www.signal.bg на второто си участие в класацията. Песента дублира успеха си и в другите две класации на уеб-портала. Една седмица дуета е на върха и в класацията RamaHit Top 20 на ramania-bg.com. През август песента е на върха и в подредбата „Планета Топ 20“ на ТВ Планета. Това е петият път, в който песен на Анелия оглавява официалната класация на медията за осмия месец на годината след „Искам те“ (2004), „Всичко води към теб“ (2005), „Само за миг“ (2006) и „Завинаги“ (2007).

## Представяне в класациите

### Класации
| Класация                        | Най-висока позиция |
| ------------------------------- | ------------------ |
| Планета Топ 20                  | 1                  |
| „50-те най“ – signal.bg         | 1                  |
| Попфолк Хит – signal.bg         | 1                  |
| Video Top 20 – signal.bg        | 1                  |
| RamaHit Top 20 – ramania-bg.com | 1                  |
| Попфолк класация – meloman.bg   | 1                  |